# Anthrenus lepidus
Anthrenus lepidus es una especie de escarabajo de piel del género Anthrenus, categorizada en la tribu Anthrenini, de la subfamilia Megatominae. Mide aproximadamente 1,9-3,4 mm de longitud.

## Distribución
Se distribuye por Estados Unidos: Arizona, California, Colorado, Idaho, Montana, Nevada, Nuevo México, Oregón, Utah, Washington y Wyoming y en Canadá: Columbia Británica.

## Taxonomía
Fue descrita por LeConte en 1854.